# Parti républicain d'Afghanistan
Le Parti républicain d'Afghanistan (حزب جمهوریخواهان افغانستان, Hezb-e Jomhorikhahan-e Afghanistan) est un parti politique afghan fondé en 1999 et dirigé par Sebghatullah Sanjar, ayant adopté comme programme politique la Déclaration universelle des droits de l'homme.
Revendiquant 35 000 membres, le Parti républicain devient le 6 mars 2004 le premier parti à s'enregistrer légalement auprès du ministère de la Justice.